# アイドル・ミラクルバイブルシリーズ Qlair Archives
『アイドル・ミラクルバイブルシリーズ Qlair Archives』（アイドル・ミラクルバイブルシリーズ クレア アーカイブス）は、Qlairの2作目のベスト・アルバム。

## 概要
Qlairがそれまでに発表した全楽曲（未発表曲含む）を3枚のCDに収録。既発倍の2本のVHS作品「Goodbye Cybele」「Noel」を1枚のDVDにまとめた、計4枚組のベスト・アルバム。

## 制作
DISC3の収録「永遠の少年」は、Qlair活動時の1993年夏に制作されたものの、歌入れが行われないまま活動休止と共にそのままお蔵入りになっていた曲。本アルバムリリースのため、歌詞を新たに書き下ろした上で、12年ぶりにメンバー3人が集結してレコーディングされた。

## 収録曲

### DISC 1
1. 瞳いっぱいの夏(4:14)[1]
2. 恋のメダリスト(4:09)[1]
3. 真夜中のオルゴール(4:42)[1]
4. 笑顔の花束(3:54)[1]
5. 見えない涙(4:24)[1]
6. お願い神さま(4:35)[1]
7. 約束(4:34)[1]
8. 冒険のSunnyday(5:25)[1]
9. 素直な疑問符(3:45)[1]
10. 雨の帰り道(4:20)[1]
11. さよならのチャイム(4:19)[1]
12. ハッピーバースデーカウントダウン(4:37)[1]

### DISC 2
1. SPRING LOVER大作戦(3:46)[1]
2. 眩しくて(4:36)[1]
3. お引越し(4:21)[1]
4. 君住む街(4:44)[1]
5. CITRON(3:46)[1]
6. タヒチアン ラブ(4:31)[1]
7. 泣かないでエンジェル(4:58)[1]
8. 思い出のアルバム(3:31)[1]
9. パジャマでドライブ(3:37)[1]
10. 一緒に見た風(4:33)[1]
11. IN YOUR EYES(1:49)[1]
12. 秋の貝殻(4:08)[1]
13. 新しいシャツ(4:11)[1]

### DISC 3
1. Sanctuary(2:07)[1]
2. リボンのないプレゼント(5:46)[1]
3. うたたねのソファー(4:14)[1]
4. スノーブーツのWish(4:46)[1]
5. 夢みるヴァイオリン(4:22)[1]
6. 暖かな森(6:27)[1]
7. Sanctuary 〜The light of three stars〜(2:04)[1]
8. HAPPY BIRTHDAY(4:09)[1]
9. 恋のメダリスト（1993Version）(4:09)[1]
10. SUMMER LOVER大作戦(4:04)[1]
11. 瞳いっぱいの夏 Radio activity（瞳いっぱいの夏〜白いパラソル）(3:47)[1]
12. 永遠の少年＜2005 Miracle Recording＞(4:38)[1]

### DVD
1. Good bye Cybeleオープニング〜冒険のSunnyday
2. お願い神さま
3. 瞳いっぱいの夏
4. 見えない涙〜Good bye Cybeleエンディング
5. Noelオープニング〜Sanctuary
6. うたたねのソファー
7. 夢見るヴァイオリン
8. スノーブーツのwish
9. In your eyes
10. 暖かな森
11. リボンのないプレゼント
12. Sanctuary 〜The light of three stars〜　〜Noelエンディング